# توماس تشيني
توماس تشيني (بالإنجليزية: Thomas Cheney)‏ هو عامل  أمريكي في التراث الشعبي، ولد في 1901 في فيكتور في الولايات المتحدة، وتوفي في 1993.